# Söndagsmorgon
Söndagsmorgon är en oljemålning av Anders Zorn från 1891.
Sommaren 1891 vistades Zorn en längre tid i sin födelseort Mora. Det var en mycket produktiv period i hans liv, till exempel Midnatt tillkom vid samma tidpunkt. I Söndagsmorgon skildrar han ett barndomsminne där tre flickor en solig sommarmorgon gör sig i ordning för att gå till kyrkan. Flickorna befinner sig i olika stadier av morgonbestyren. Flickan längst fram tvättar sig i ett handfat som hon har satt fram på en stol. En annan flicka, som är klädd i morakvinnornas sommardräkt med ljus kjol och grönt liv, har ställt fram sin spegel vid det lilla fönstret och sätter upp håret på det typiska morasättet med det röda hårbandet. En tredje flicka är färdigklädd och har satt sig ner för att ta på sig skorna. I det gamla bondesamhället skedde mycket i gemensamma utrymmen och i denna lilla morastuga saknades avskilt utrymme för att sköta sin personliga hygien. 
Den 9 december 2021 såldes målningen hos Bukowskis för 35 250 000 kronor, vilket var det då högsta pris som någonsin betalats för ett svenskt konstverk på auktion. Tidigare högsta pris för ett svenskt konstverk var 29 475 000 kronor och avsåg Sommarnöje, även den målad av Zorn. Den 29 juni 2022 såldes August Strindbergs Vågen för 84,2 miljoner kronor och petade då ned Söndagsmorgon till andraplatsen över de dyraste svenska målningar som sålts på auktion.